# One Foot in the Grave
One Foot in the Grave (etwa: Mit einem Fuß im Grab) ist eine von David Renwick geschriebene BBC-Fernsehserie.  In der BBC-Umfrage Britain’s Best Sitcom 2004 belegte One Foot in the Grave den zehnten Platz. Der Titel findet seinen Ursprung in einer britisch-englischen Redewendung mit der Bedeutung, dass jemand ausgedient hat und sein Lebensende allmählich erreicht.

## Inhalt
Die Hauptfiguren sind der pensionierte Wachmann und Miesepeter Victor Meldrew und seine Frau Margret. Die Serie beginnt damit, dass Victor in die Frührente geschickt wird.
Eric Idle verfasste und sang den Titelsong und trat in einer Episode in einem Gastauftritt auf.
In der US-amerikanischen Neuverfilmung mit dem Titel Cosby spielt Bill Cosby die Hauptrolle. Die Serie war allerdings deutlich zahmer.

## Episoden
Die Serie hat sechs Staffeln mit 43 Episoden zu je 30 Minuten und lief mit Sonderepisoden von 1990 bis 2000. Vier Episoden wurden von Renwick fürs Radio adaptiert und mit den Darstellern neu aufgenommen.

## Kulturelle Bedeutung
Victor Meldrew hat inzwischen den Status einer Kultfigur in Großbritannien erlangt und sein berühmter Spruch „I don’t believe it“ (zu deutsch etwa „Ich glaube es nicht“, der mit einer ausgeprägten Betonung und oft mit einer höheren Tonlage der letzten Silbe von believe ausgesprochen wird) findet in der britischen Kultur oft im ironisch-witzigen Zusammenhang Einsatz.
Zudem gilt Meldrew im britischen Alltagsleben als „Ur-Miesepeter“, und vermeintlich ähnlich gesinnte Menschen werden oft mit ihm verglichen.